# Fenytoina
Fenytoina (łac. Phenytoinum) – organiczny związek chemiczny, pochodna hydantoiny. Stosowana jako lek o działaniu przeciwdrgawkowym i przeciwarytmicznym.

## Mechanizm działania
Mechanizm jej działania polega na blokowaniu kanałów sodowych, co w konsekwencji prowadzi do hamowania potencjału czynnościowego komórki i braku depolaryzacji. Hamuje przenikanie jonów wapnia przez błony komórkowe podczas depolaryzacji. Hamuje fosforylacje kompleksu wapń-kalmodulina. Fenytoina stabilizuje błonę komórkową neuronów i podwyższa próg drgawkowy.
Z uwagi na wąski margines terapeutyczny, dość liczne działania niepożądane i skuteczność nowszych leków przeciwpadaczkowych – stopniowo jest wycofywana z przewlekłego leczenia padaczki.
Stosowana również w kardiologii jako lek przeciwarytmiczny. Na mięsień sercowy wywiera działanie inotropowe ujemnie. Wydłuża okres refrakcji i przyspiesza przewodzenie bodźców.

## Wskazania
- stan padaczkowy
- napady toniczno-kloniczne (grand mal)
- napady częściowe, zwłaszcza proste

## Działania niepożądane
- ze strony układu krążenia: zaburzenia rytmu serca, niedokrwistość megaloblastyczna[8];
- ze strony przewodu pokarmowego: nudności, wymioty, zaburzenia żołądkowo-jelitowe;
- ze strony OUN: zawroty głowy, bóle głowy, zaburzenia widzenia, napady drgawkowe (po przedawkowaniu);
- przerost dziąseł – charakterystyczny objaw niepożądany po stosowaniu fenytoiny, u osób młodych (20%), wynika ze zmienionego metabolizmu kolagenu; nie wymaga przerywania leczenia. Staranna higiena jamy ustnej w istotny sposób zmniejsza tę dolegliwość[8];
- niedoczynność tarczycy[9] (opublikowano również odmienne zdanie na ten temat)[10].

## Przeciwwskazania
Nie stosować w okresie ciąży i karmienia piersią.

## Interakcje z innymi lekami
Salicylany mogą ją wypierać z połączeń z białkami. Jest induktorem metabolicznym; przyspiesza metabolizm doustnych środków antykoncepcyjnych, co powoduje skrócenie ich czasu działania.

## Dawkowanie
Dawkowanie fenytoiny powinno być zindywidualizowane. Zaleca się jego ustalanie na podstawie oznaczeń stężenia fenytoiny we krwi. Fenytoina odznacza się niskim indeksem terapeutycznym, więc łatwo ją przedawkować.